# Liste der Monuments historiques in Rongères
Die Liste der Monuments historiques in Rongères führt die Monuments historiques in der französischen Gemeinde Rongères auf.

## Liste der Bauwerke
| Bezeichnung      | Beschreibung                           | Standort | Kennzeichnung | Schutzstatus | Datum | Bild           |
| ---------------- | -------------------------------------- | -------- | ------------- | ------------ | ----- | -------------- |
| Château du Méage | Schloss, erbaut im 15./16. Jahrhundert | (Lage)   | PA00093259    | Inscrit      | 1998  | weitere Bilder |

## Liste der Objekte
Zum Verständnis siehe: Kirchenausstattung
- Monuments historiques (Objekte, z. B. Gemälde, Skulpturen, Altäre etc.) in Rongères in der Base Palissy des französischen Kultusministeriums